# Chủ cửa hàng

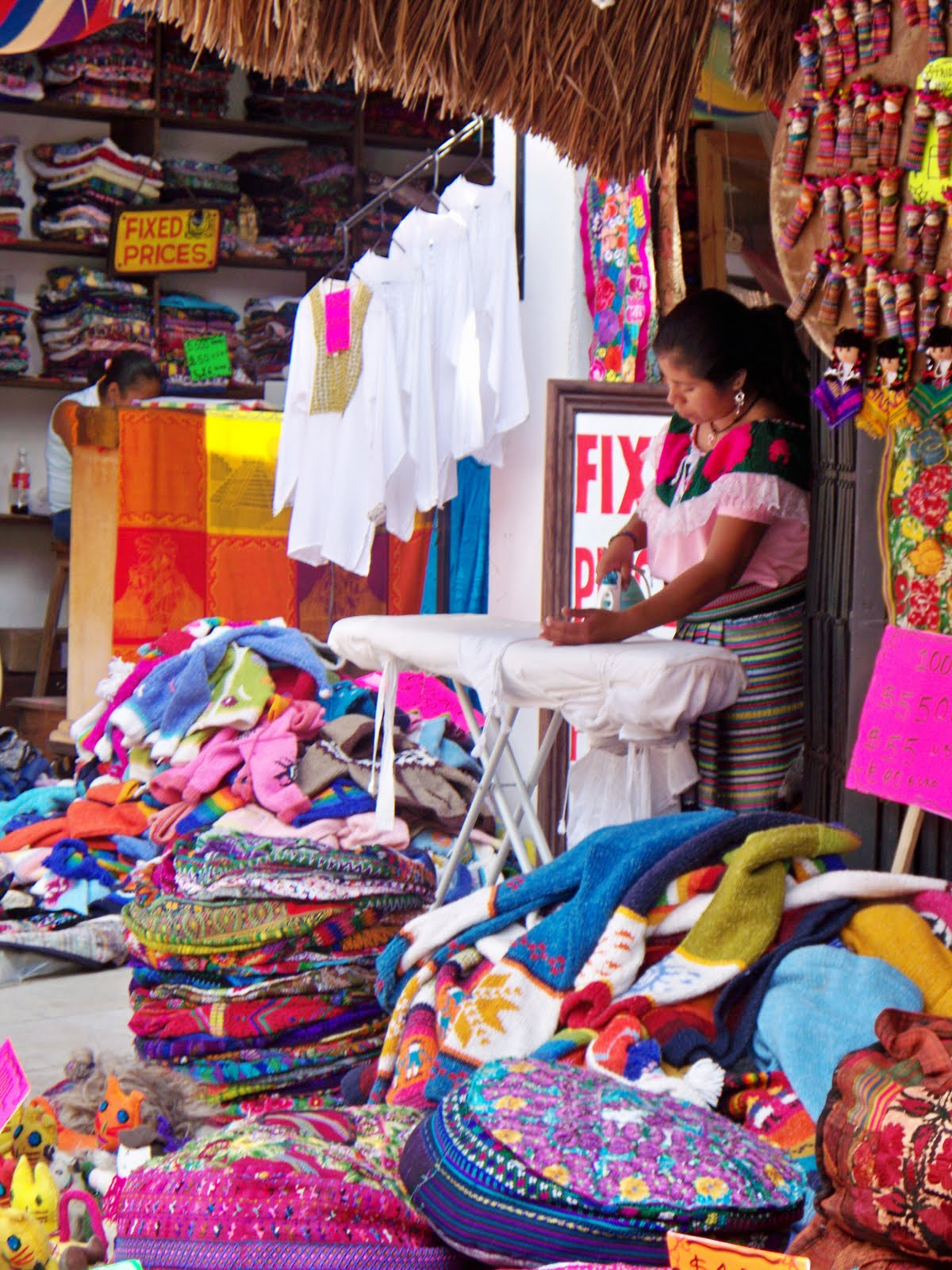
Ảnh chụp một người chủ cửa hàng ở thành phố Cancún, bang Quintana Roo, Mê-hi-cô

Chủ cửa hàng, hay còn có những tên gọi khác như chủ cửa hiệu, chủ hiệu buôn, chủ tiệm, chủ hiệu, chủ quán, chủ shop, tức tầng lớp tiểu chủ, là người sở hữu hoặc quản lý vận hành một cửa hàng buôn bán, kinh doanh.
Về đại thể, nhân viên cửa hàng thì khác với người chủ cửa hàng, nhưng họ đều cùng có nhiệm vụ trông coi cửa hàng. Ở dạng các doanh nghiệp tư nhân lớn hơn thì chủ cửa hàng thường được gọi là cửa hàng trưởng (hoặc nhân viên quản lý), bởi người chủ không thể quản lý doanh nghiệp như một chủ cửa hiệu đơn lẻ, vậy nên những cụm từ như "ông chủ", "bà chủ" hay "anh chủ", "chị chủ" nói chung có thể áp dụng cho các hãng kinh doanh lớn hơn (cụ thể là một chuỗi các cửa hàng) và là nhiệm vụ riêng biệt.